# John Sellars
John Sellars (* 17. Juni 1971) ist ein britischer Philosophiehistoriker auf dem Gebiet der antiken Philosophie.
Nach der Promotion zum Ph.D. an der University of Warwick war Sellars zunächst von 2003 bis 2007 ein Post-Doctoral Research Fellow am Ancient Commentators on Aristotle project am King’s College London. Danach war er Lecturer, dann Senior Lecturer in Philosophie an der University of the West of England in Bristol, und Mitglied des Wolfson College, Oxford. Von 2012 war er als wissenschaftlicher Mitarbeiter in Teilzeit wieder am Ancient Commentators on Aristotle project tätig und zugleich von 2012 bis 2014 Lecturer in Philosophie am Birkbeck, um erneut von 2014 bis 2017 für das Ancient Commentators on Aristotle project zu arbeiten. Seit 2017 ist er Lecturer, dann Reader in Philosophie am Royal Holloway College der University of London. Zugleich ist er Visiting Research Fellow am King’s College London als Associate editor des Ancient Commentators on Aristotle project und Mitglied des Common Room des Wolfson College.
Sellars arbeitet vor allem zum antiken Stoizismus und seiner Rezeption (besonders Barlaam von Seminara und Justus Lipsius) sowie zur Glücksphilosophie Epikurs.

## Schriften (Auswahl)
- mit Charles R. Hogg Jr.: Barlaam of Seminara on Stoic Ethics. Mohr Siebeck, Tübingen 2022.
- The Fourfold Remedy. Epicurus and the Art of Happiness. Penguin, London 2021. In den USA als: The Pocket Epicurean. University of Chicago Press, Chicago 2022.
- The Pocket Stoic. University of Chicago Press, Chicago 2020.
- Marcus Aurelius. Routledge, 2020.
- Lessons in Stoicism. London: Penguin, London 2019.
- Hellenistic Philosophy. Oxford University Press, Oxford 2018.
- (Hrsg.): The Routledge Handbook of the Stoic Tradition. Routledge, London 2016.
- (Hrsg., Übers.): Justus Lipsius, On Constancy. Bristol Phoenix Press, Exeter 2006.
- Stoicism. Acumen, Chesham 2006.
- The Aristotelian Commentators: A Bibliographical Guide. In: Bulletin of the Institute of Classical Studies Suppl. 83, No. 1, 2004.
- The Art of Living. The Stoics on the Nature and Function of Philosophy. Ashgate, 2003; 2. Auflage, Duckworth, London 2009.